# Karsten Pharao
Karsten Pharao (født 1949) er en dansk litteraturjournalist og oplæser, der tidligere var radiovært og programmedarbejder i DR. Han har bl.a. medvirket til produktionen af Selvsving og Alfabet og har litteratur og oplæsning som ekspertise. Han var vært på programmet Pharaos Cigarer på Radio24syv. Han har desuden indtalt mange lydbøger.
Pharao er uddannet bibliotekar og har været tilknyttet DR siden 1960'erne, bl.a. i Børne & Ungdomsafdelingen. Ved fyringsrunden i 2010 valgte han at fratræde frivilligt, da han ellers var blevet afskediget. Nu indlæser han lydbøger og medvirker i Den2Radio. Han er også involveret i friby-projektet The Cities of Refuge Network, igennem hvilket forfulgte forfattere fra udlandet får lov til at opholde sig i Danmark.